# Instituto Costarricense Sobre Drogas
El Instituto Costarricense Sobre Drogas (ICD) es el órgano adscrito al Ministerio de la Presidencia de Costa Rica encargado de implementar acciones dirigidas a prevenir el cultivo, la producción, la tenencia, el tráfico y el consumo de drogas y otros productos en el país, así como de ejecutar políticas, planes y estrategias contra la legitimación de capitales y el financiamiento al terrorismo.

## Historia
La creación del Instituto Costarricense Sobre Drogas se remonta al 26 de diciembre de 2001, cuando, durante la administración de Miguel Ángel Rodríguez Echeverría, y mediante la promulgación de la Ley n.° 8204, Ley sobre estupefacientes, sustancias psicotrópicas, drogas de uso no autorizado, actividades conexas, legitimación de capitales y financiamiento al terrorismo, se crea el Instituto Costarricense Sobre Drogas (ICD), órgano adscrito y dependiente al Ministerio de la Presidencia. Mediante esta Ley se establece que el órgano se encargaría de las políticas, planes y estrategias para la prevención del consumo de drogas en el país.

## Funciones
El Instituto Costarricense Sobre Drogas tiene, entre algunas de sus funciones, las siguientes:
- Ejecutar acciones preventivas dirigidas a evitar el cultivo, la producción, la tenencia, el tráfico y el consumo de drogas y otros productos.
- Coordinar, diseñar e implementar las políticas, los planes y las estrategias para la prevención del consumo de drogas, el tratamiento, la rehabilitación y la reinserción de los farmacodependientes.
- Ejecutar las políticas, los planes y las estrategias contra el tráfico ilícito de drogas y actividades conexas, la legitimación de capitales y el financiamiento al terrorismo.
- Diseñar y coordinar el Plan nacional sobre drogas, legitimación de capitales y financiamiento al terrorismo.
- Emitir campañas de educación y orientación dirigidas a combatir la producción, el tráfico, el uso indebido y el consumo ilícito de las drogas susceptibles de causar dependencia.
- Prestar una estrecha cooperación a las autoridades competentes de otros estados, en las investigaciones, los procesos y las actuaciones referentes a los delitos del tráfico de drogas.
- Gestionar la retención y la inmovilización de fondos, productos financieros y la anotación de inmovilización registral de otros activos de las personas y organizaciones determinadas por el Consejo de Seguridad de las Naciones Unidas como ligadas al terrorismo.

## Estructura
El Instituto Costarricense Sobre Drogas se estructura en los siguientes órganos y dependencias:
- El Consejo Directivo.
  - La Dirección General sobre Drogas.
    - Unidad de Proyectos de Prevención.
    - Unidad de Programas de Inteligencia.
    - Unidad de Control y Fiscalización de Precursores.
    - Unidad de Recuperación de Activos.
    - Unidad de Registros y Consultas.
    - Unidad de Inteligencia Financiera.
    - Unidad Administrativa Financiera.

La Ley n.° 8204 establece que el órgano será dirigido por el llamado Consejo Directivo, el cual a su vez será dirigido por el ministro o viceministro de la Presidencia de la República, y será conformado también por el ministro o el viceministro de Seguridad Pública y de Gobernación y Policía, el ministro o el viceministro de Educación Pública, el ministro o el viceministro de Justicia y Paz, el ministro de Salud o el director del IAFA, el director o el subdirector del OIJ, y el fiscal general o el fiscal general adjunto del Estado.